# Gräberfeld von Vrigstad
Das Gräberfeld von Vrigstad, auch als Gräberfeld von Biskopsbo bezeichnet (schwedisch: Vrigstad Gravfält oder Biskopsbo Gravfält), ist ein prähistorisches Gräberfeld nordöstlich von Vrigstad in der schwedischen Gemeinde Sävsjö in der historischen Provinz Småland.
Das Feld gliedert sich in drei Teilbereiche. Während im südlichen Bereich sieben Gräber liegen, befinden sich im nördlichen Abschnitt 61 Gräber. Die Steinsetzung steht im mittleren Abschnitt. Der südliche Bereich liegt südöstlich der Landstraße von Vrigstad nach Sävsjö, zwei weitere Bereiche liegen nördlich der Straße. Etwas nordöstlich liegt das kleine Dorf Biskopsbo.
Insgesamt umfasst das Gräberfeld etwa 70 Gräber aus der Eisenzeit. Neben hohen Grabhügeln gibt es auch flache. Darüber hinaus finden sich ein Steinkreis. 